# Handball Trophy (pallamano maschile)
La Handball Trophy di pallamano maschile è stata una competizione di pallamano per club maschili fondata nel 2004.
Essa si svolgeva a cadenza annuale ad eliminazione diretta e si affrontavano le squadre partecipanti alla Serie A Elite.
A tutto il 2010 si sono svolte sei edizioni del torneo; con tre titoli l'Handball Club Conversano è la squadra che detiene il record di successi in questa competizione.
L'ultima edizione è stata vinta dall'Handball Club Conversano.

## Statistiche

### Albo d'oro
| Edizione    | Vincitore      | Risultato | 2º classificato  | Note |
| ----------- | -------------- | --------- | ---------------- | ---- |
| 2004 - 2005 | Trieste        | 29 - 28   | Conversano       |      |
| 2005 - 2006 | Bologna United | 31 - 29   | Trieste          |      |
| 2006 - 2007 | Conversano     | 37 - 32   | Trieste          |      |
| 2007 - 2008 | Secchia        | 26 - 23   | Conversano       |      |
| 2008 - 2009 | Conversano     | 37 - 24   | Casarano         |      |
| 2009 - 2010 | Conversano     | 32 - 27   | Albatro Siracusa |      |

### Riepilogo vittorie per club
| Numero | Club           | Anni                      |
| ------ | -------------- | ------------------------- |
| 3      | Conversano     | 2006-07, 2008-09, 2009-10 |
| 1      | Secchia        | 2007-08                   |
| 1      | Bologna United | 2005-06                   |
| 1      | Trieste        | 2004-05                   |